# Буше, Андре
Андре Буше (фр. André Bouchet, род. 29 марта 1967, Исси-ле-Мулино) — французский актёр, телеведущий и певец. Один из известнейших карликов (рост 1 м 20 см). Известен благодаря своему участию в телешоу «Форт Боярд» под псевдонимом Паспарту: он сопровождает игроков на все испытания.

## Карьера

### Кино и телевидение
В 1987 году он начал свою карьеру актёра, снявшись в клипе Лорана Бутонна на песню Tristana Милен Фармер. В 1990 году по приглашению Ассоциации лиц низкого роста (фр. Association des Personnes de Petite Taille) принял участие в «Форт Боярд» и получил там роль персонажа Паспарту, которую исполняет и по сей день. Он сопровождает игроков на все испытания по получению ключей от сокровищницы форта. В канадской и британской версиях шоу он носит имена Деде и Жак соответственно. В 1994 году он оказал помощь ещё одному актёру-карлику Антони Лябору при вступлении в Ассоциацию: позднее Антони стал ещё одним персонажем Форта по прозвищу Пастам (Пастан).
Помимо участия в «Форт Боярд», он снимался в фильмах «Три обнажённые девушки» (фр. Trois jeunes filles nues), «Три чудесные сказки» (фр. Trois contes merveilleux), снятых по заказу France Télévisions (созданы при помощи действующего ведущего Форта Боярда Оливье Мина), а также играл в пьесе «Я живу рядом с собой» (фр. J'habite près de chez moi). На телеканале France 2 снимался дважды в шоу On n'demande qu'à en rire. На телеканале TF1 снимался в нескольких шоу иллюзиониста Жиля Артюра, который играл роль фокусника в том же «Форте Боярд». 
Также, в 2023 году Андре принял участие в 5 сезоне популярного французского телепроекта «Mask Singer» в маске Гусеницы. Выбыл во 2 выпуске, заняв 11-е место.
Вне сцены
С 1997 года официально работает в компании RATP на первой линии метро дежурным по станции.